# Posavje-Museum

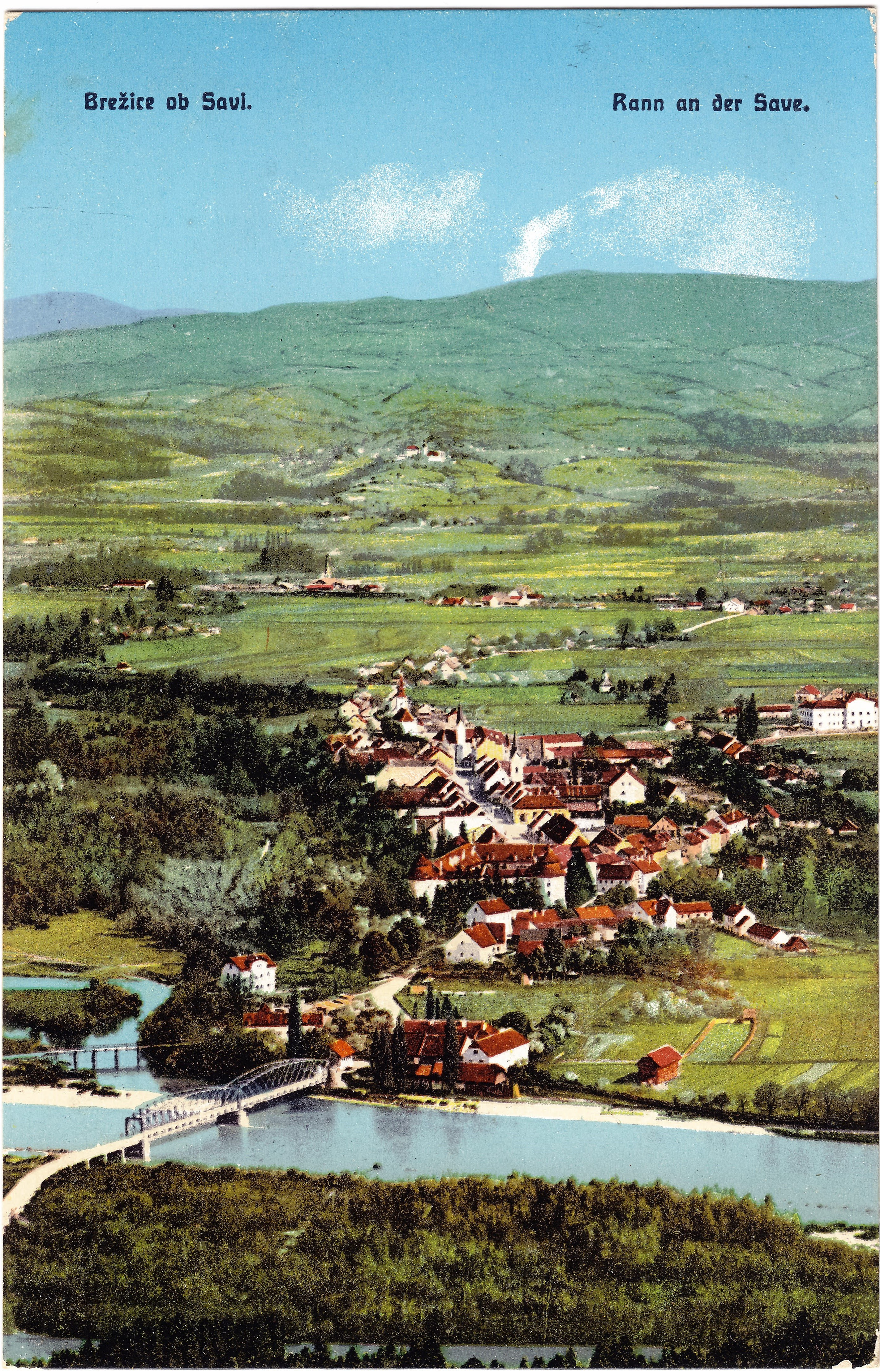
Aus den Sammlungen des Posavje-Museums: Brežice ob Savi / Rann an der Save (Postkarte, 1910)

Das Posavski muzej Brežice (deutsch: Museum des Unteren Save-Tals Brežice) befindet sich in Schloss Brežice und ist Teil einer der bedeutendsten historischen Bauten in der Landschaft Posavje in Slowenien.
Das Museum präsentiert das Erbe der Gemeinden Brežice, Krško und Sevnica von der Antike bis zur Gegenwart.

## Ausstellungen
Das Schloss zeigt verschiedene Sammlungen mit archäologischen, ethnologischen und historischen Exponaten.
- Archäologische Sammlung zu Fundstücken aus der Region Posavje aus der jüngeren Steinzeit, der Bronzezeit, der Eisenzeit, der Zeit der Römer bis zu den Slawen;
- Ausstellung über die Bauernaufstände von 1515 und 1573;
- Ethnologische Sammlung zu Leben, Wohnen und Wirtschaften in der Posavje und zur Geschichte des örtlichen Weinbaus und Weinbaus.
- Sammlung neuerer Geschichte;
- Gemäldesammlung slowenischer Barockmeister sakraler und weltlicher Kunst;
- Moderne Kunst